# Hür Adam
Pour plus de détails, voir Fiche technique et Distribution.
Hür Adam ou Hür Adam: Bediüzzaman Said Nursi (littéralement « Un homme libre : Bediüzzaman Said Nursi ») est un film turc sorti en 2011 réalisé par Mehmet Tanrısever.

## Synopsis
L'érudit musulman kurde Said Nursî passe par trois phases, connues par ses disciples sous le nom de « Vieux Saïd », de « Nouveau Saïd » et de « Troisième Saïd ». Ses écrits, constitués de lettres à ses étudiants sur la foi et la philosophie religieuse, sont rassemblés dans la collection Risale-i Nur, un corpus de commentaires coraniques dépassant 6 000 pages.

## Fiche technique
- Titre : Hür Adam
- Genre : biographique
- Réalisation : Mehmet Tanrısever
- Scénario : Mehmet Tanrısever, Mehmet Uyar et Ahmet Chetin
- Musique : Yildiray Gürgen et Tevfik Akbasli
- Production : Mehmet Tanrısever
- Studio : Feza Film
- Photographie : Ali Özel
- Montage : Mevlüt Koçak
- Durée : 163 min
- Pays :  Turquie
- Année de sortie : 2011
- Distribution : Özen Film
- Date de sortie en salle en Turquie : 7 janvier 2011
- Produit financier : 3 793 421 dollars

## Distribution
- Mürşit Ağa Bağ : Bediüzzaman Said Nursi
- Tarık Tanrısever
- Halil İbrahim Kalaycıoğlu (tr)
- Orhan Aydın (tr)
- Engin Yüksel (it)